# Вайсенбург-Гунценхаузен
Вайсенбург-Гунценхаузен (нем. Weißenburg-Gunzenhausen) — район в Германии. Центр района — город Вайсенбург. Район входит в землю Бавария. Подчинён административному округу Средняя Франкония. Занимает площадь 970,83 км². Население — 94 502 чел. Плотность населения — 98 человек/км².
Официальный код района — 09 5 77.
Район подразделяется на 27 общин.

## Города и общины

Муниципалитеты района Вайсенбург-Гунценхаузен (Бавария)

Городские общины
1. Вайсенбург-ин-Байерн (17 726)
2. Гунценхаузен (16 496)
3. Паппенхайм (4 343)
4. Тройхтлинген (13 194)
5. Эллинген (3 723)

Ярмарочные общины
1. Абсберг (1 308)
2. Гноцхайм (881)
3. Маркт-Берольцхайм (1 351)
4. Ненслинген (1 397)
5. Плайнфельд (7 354)
6. Хайденхайм (2 488)

Общины
1. Алесхайм (1 022)
2. Берген (1 109)
3. Бургзалах (1 233)
4. Вестхайм (1 189)
5. Диттенхайм (1 754)
6. Зольнхофен (1 845)
7. Лангенальтайм (2 420)
8. Майнхайм (871)
9. Мур-ам-Зе (2 219)
10. Пользинген (2 032)
11. Пфофельд (1 440)
12. Райтенбух (1 156)
13. Тайленхофен (1 199)
14. Хаундорф (2 678)
15. Хёттинген (1 229)
16. Эттенштатт (847)

Свободные от управления общин
Объединения общин
Управление Альтмюльталь
Управление Эллинген
Управление Гунценхаузен
Управление Ханенкам
Управление Ненслинген

## Население
По оценке на 31 декабря 2015 года население района Вайсенбург-Гунценхаузен составляет 93 342 чел. 

| Дата      | 1840  | 1871  | 1900  | 1925  | 1939  | 1950  | 1961  | 1970  | 1987  | 2011  |
| --------- | ----- | ----- | ----- | ----- | ----- | ----- | ----- | ----- | ----- | ----- |
| Население | 55513 | 57956 | 62157 | 65359 | 64497 | 94193 | 85958 | 88201 | 86381 | 92371 |

| Год       | 1960  | 1970  | 1980  | 1990  | 2000  | 2009  | 2010  | 2011  | 2012  | 2013  | 2014  | 2015  |
| --------- | ----- | ----- | ----- | ----- | ----- | ----- | ----- | ----- | ----- | ----- | ----- | ----- |
| Население | 84674 | 88166 | 84825 | 90363 | 95109 | 92586 | 92326 | 92182 | 92187 | 92331 | 92518 | 93342 |